# Leotiomyceta
Leotiomyceta predstavlja sve filamentozne askomicetne gljive (Pezizomycotina), isključujući klase Pezizomycetes i Orbiliomycetes. To je dobro podržano u nekoliko studija u kojima se porede DNK sekvence u gljivama. Prvobitno je predložen kao nadklasa, ali je kasnije predložen kao takson bez ranga za bilo koju dobro podržanu grupu iznad klase (zajedno sa Saccharomyceta, Dothideomyceta, i Sordariomyceta). Taksoni bez ranga dosledno ne slede pravila za taksonomske klasifikacije biljaka i gljiva (ICBN) i stoga su ova imena neformalna, iako izgleda da odražavaju prirodne grupe.